# Lino Pettazzi
Lino Pettazzi (Rocchetta Tanaro, 12 gennaio 1967) è un politico italiano.

## Attività politica
Eletto consigliere comunale di Fubine Monferrato nel 2004, è nominato vicesindaco e assessore, rimanendo in carica dal 2006 fino al 2008. Nel 2008 è poi eletto sindaco del Comune con il 51,6% dei voti alla guida di una lista civica, ma nel 2013 viene sconfitto dalla sfidante Dina Fiori, che ottiene il 52,42% a fronte del 47,57% dell'uscente. Nel 2018, tuttavia, riesce a ottenere nuovamente la carica di primo cittadino con il 52,91% dei voti. 
Alle elezioni politiche del 2018 è eletto deputato nelle liste della Lega per Salvini Premier nella circoscrizione Piemonte 2.